# 裸茎囊瓣芹
裸茎囊瓣芹（学名：Pternopetalum nudicaule）是伞形科囊瓣芹属的植物，为中国的特有植物。分布在中国大陆的贵州、云南、广东等地，生长于海拔600米至1,000米的地区，多生长在荫蔽潮湿处，目前尚未由人工引种栽培。

## 异名
- Pimpinella nudicaule (de Boiss.) Hand.-Mazz.
- Pternopetalum nudicaule (de Boiss.) Hand.-Mazz. var. esetosum Hand.-Mazz.